# Городки в Новосибирске
Статья посвящена городошному спорту в Новосибирске.

## История
В 1950—1960 годах в Новосибирске появились городошные секции, родоначальниками которых стали И. Шевцов, П. Климов, Н. Данилов, П. Иванов, Н. Поляков, Д. Обрезан, Г. Андросов и т. д.
В 1950-е годы коллективы физической культуры начали проводить регулярные соревнования по городкам с командами ДСО.
13 августа 1960 года на базе ДСО «Динамо» и клуба имени Жданова прошло первенство города, а 23 августа 1961 года — первенство сибирской зоны с участием семи областей и краев, где новосибирские спортсмены завоевали пятое место.
16 мая 1962 года в СК «Химик» состоялся блицтурнир с девятью командами, в котором участвовали как хозяева площадки, так и городошники из «Дзержинца», металлургического завода, «Спартака», «Оловозавода» и др. Победу одержал «Дзержинец».
22 мая 1962 года по результатам состязаний между сильнейшими городошниками профсоюзов СССР О. Обрезан из команды «Дзержинец» стал мастером спорта СССР. В 1964 году в Новосибирске было уже семь мастеров спорта, трое из которых — И. Торгач («Дзержинец»), А. Гемаков («Локомотив»), М. Зенин («Север») — получили данное звание в первый раз; в 1966 году его обладателями были девять новосибирских спортсменов.
29 августа 1966 года прошёл чемпионат Новосибирска с участием 40 человек, победителем которого стал П. Любутин из «Сибири».
В 1969 году титул чемпиона на VI областной спартакиаде профсоюзов в индивидуальном первенстве было присвоено мастеру спорта Н. Полякову, инженеру завода имени Чкалова, потратившему 120 бит на 90 фигур, что стало новым рекордом для Новосибирской области.
В 1974 году в Челябинске новосибирская команда, сформированная из участников клубов «Динамо», «Чкаловец», «Север» и «Молодость», завоевала третье место в первенстве РСФСР.
10 января 1977 года состоялось лично-командное первенство, на котором выпускник школы № 90 С. Проценко (тренер — Н. И. Поляков) в составе команды ЦС «Труд-2» получил титул чемпиона страны, выполнив при этом нормативы мастера спорта СССР.
6 июня 1978 году новосибирские городошники стали побелителями турнира лучших городошников Сибири по программе 7-летней Спартакиады народов РСФСР, проходившего в Омске на стадионе «Красная звезда». В соревнованиях принимали участие семь краевых и областных команд. В личном зачёте выиграл новосибирский спортсмен Р. Шамсутдинов.
10 августа 1977 года победилем зонального чемпионата РСФСР стала команда Новосибирской области, состоявшая из мастеров спорта С. Проценко («Заря»), В. Фёдорова и А. Захарова («Динамо»), П. Любутина («Север»), а также кандидатов в мастера спорта К. Шабанова и С. Коноплёва («Заря»). В личном зачёте звание чемпиона присудили омскому игроку А. Дунаеву, который истратил 127 бит на 90 фигур. На мероприятии состязались команды Новосибирской, Кемеровской, Омской, Иркутской областей, Красноярского и Алтайского краев.

## СК «Чкаловец»
В числе городошных команд Новосибирска наиболее заметных успехов достиг спортклуб «Чкаловец», команда которого с 1965 по 1986 год 18 раз становились чемпионами области и 20 раз — городскими чемпионами. Игроки клуба были неоднократными призёрами ЦС ДСО «Зенит».
Городошник Н. Поляков многократно становился призёром России, Сибири и Дальнего Востока, Советского Союза; спортсмен «Чкаловца» одержал 12 побед на турнирах памяти В. Ковалёва и А. Головёшкина в Омске (также пять раз занимал второе место и три — третье).
За свою историю клуб подготовил 16 мастеров спорта СССР.